# Les Étrangers de la nuit
Pour plus de détails, voir Fiche technique et Distribution.
Les Étrangers de la nuit (Strangers of the Night) est un film américain réalisé par Fred Niblo, produit par Louis B. Mayer et sorti en 1923.
Le film est adapté d'une pièce de 1921 Captain Applejack de Walter C. Hacket, et a fait l'objet d'un remake parlant en 1931.

## Fiche technique
- Réalisation : Fred Niblo

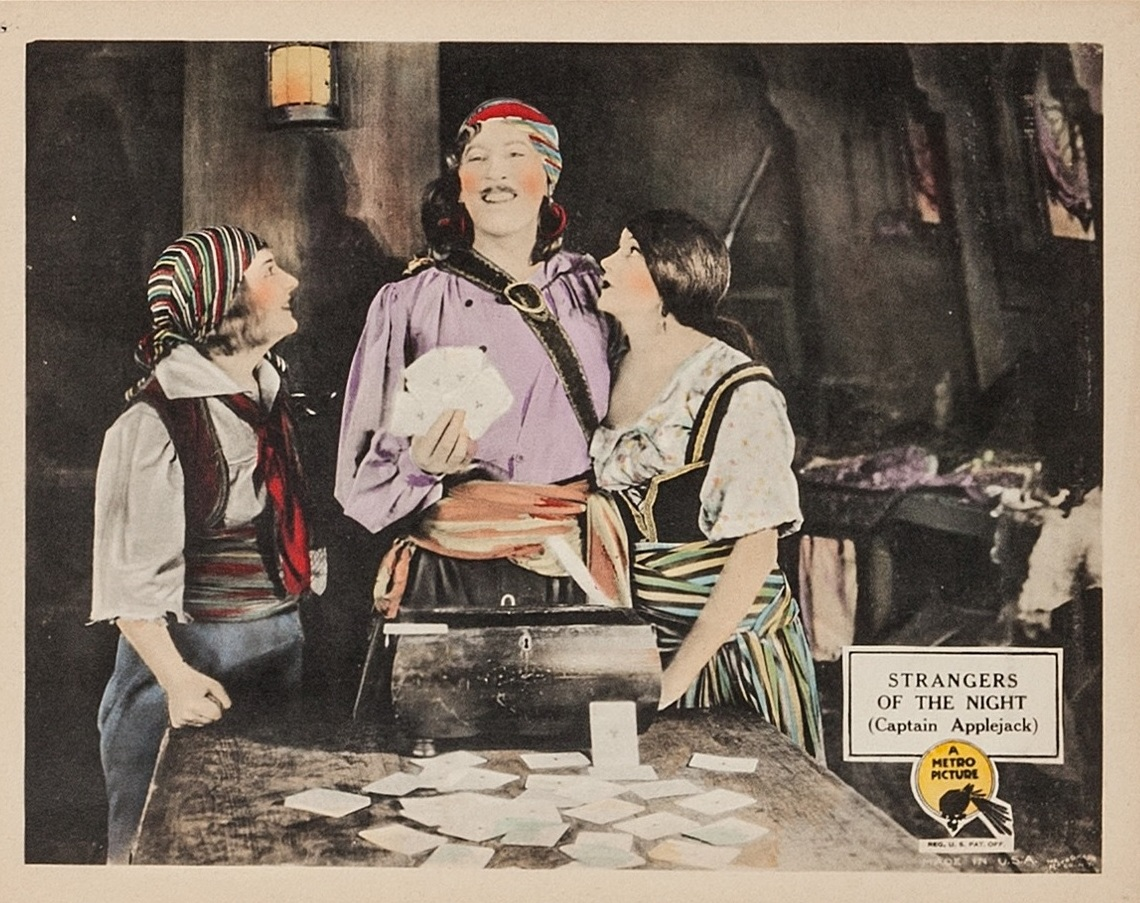
Carte promotionnelle du film.

- Scénario : Lenore J. Coffee, Bess Meredyth, Renaud Hoffman, C. Gardner Sullivan d'après la pièce Captain Applejack de Walter C.Hacket[1]

- Producteur : Louis B. Mayer
- Photographie : Alvin Wyckoff
- Montage : Lloyd Nosler
- Production : Louis B. Mayer Productions
- Pays de production :  États-Unis
- Distributeur : Metro Pictures
- Durée : 80 minutes
- Date de sortie : 10 septembre 1923

## Distribution
- Matt Moore : Ambrose Applejohn
- Enid Bennett: Poppy Faire
- Barbara La Marr : Anna Valeska
- Robert McKim : Borolsky

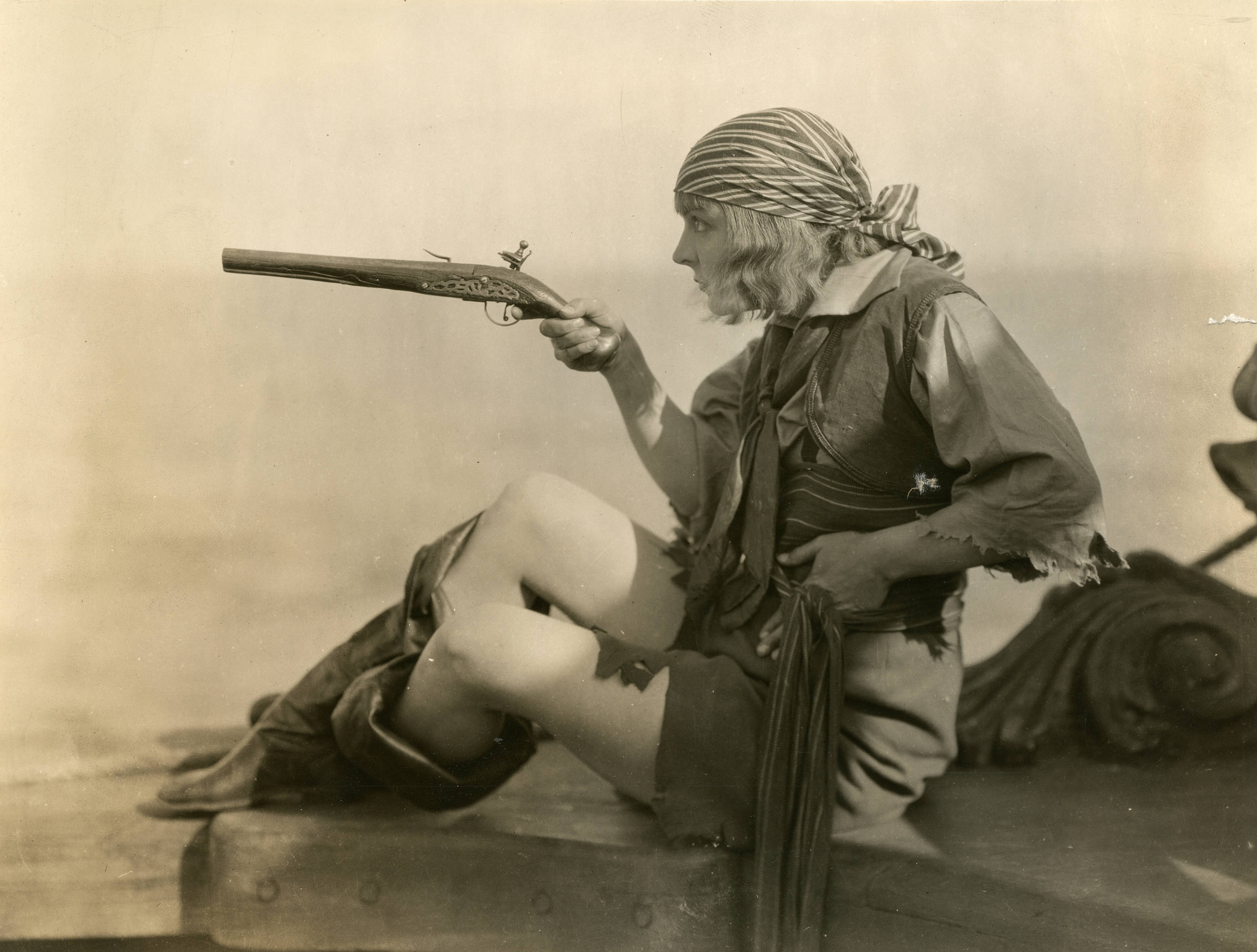
Enid Bennett.

- Mathilde Brundage : Mrs. Whatcombe
- Emily Fitzroy : Mrs. Pengard
- Otto Hoffman : Horace Pengard
- Tom Ricketts : Lush